# Jan Mølby
Jan Mølby   (Kolding, 4 de juliol de 1963) és un exfutbolista danès de la dècada de 1980.
Fou 33 cops internacional amb la selecció de Dinamarca amb la qual participà en la Copa del Món de futbol de 1986.
Pel que fa a clubs, defensà els colors de Liverpool FC, Kolding i AFC Ajax.